# Trezzo Tinella
Trezzo Tinella (Trés in piemontese) è un comune italiano di 289 abitanti della provincia di Cuneo in Piemonte.

## Geografia

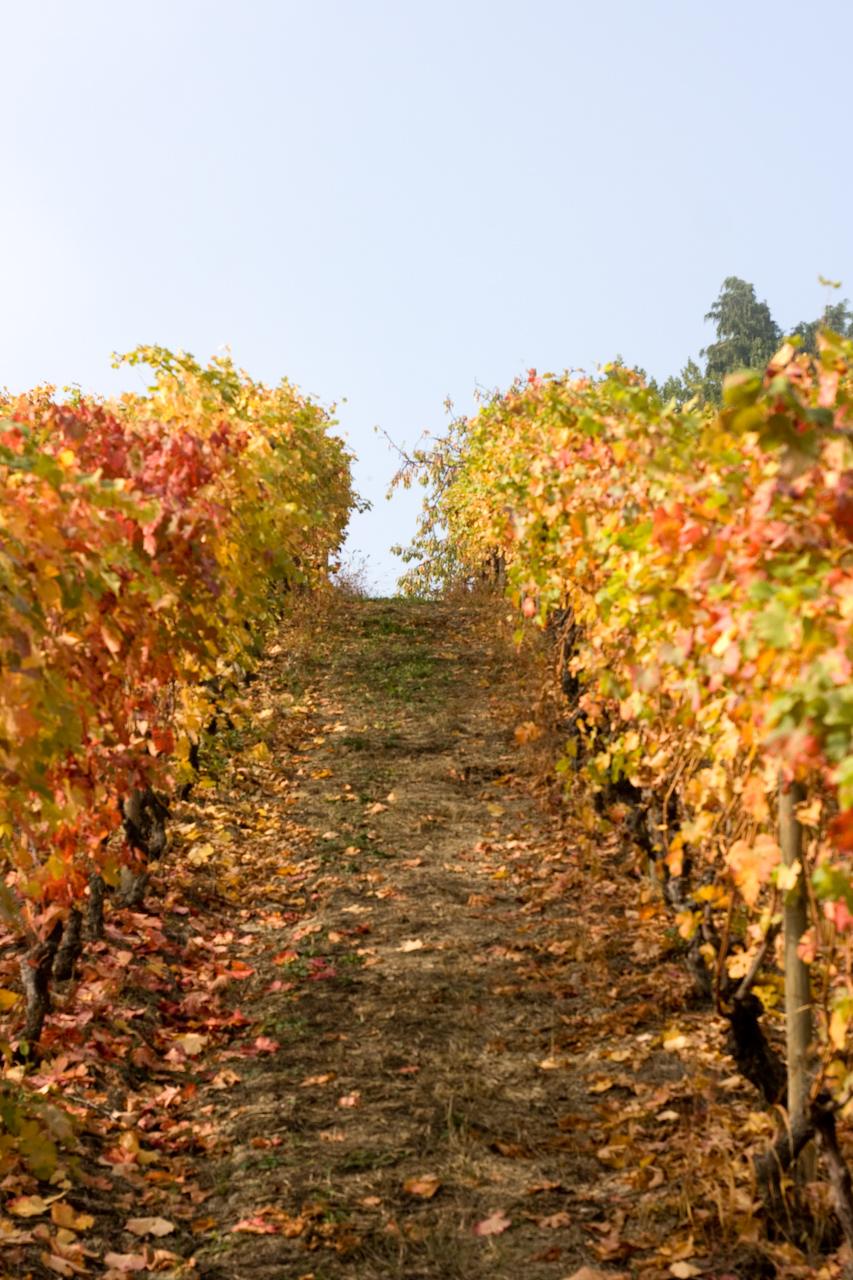
Vigneti a Trezzo Tinella.

## Società

### Evoluzione demografica
Abitanti censiti

## Amministrazione
Di seguito è presentata una tabella relativa alle amministrazioni che si sono succedute in questo comune.
| Periodo        | Periodo        | Primo cittadino | Partito                                 | Carica  | Note  |
| -------------- | -------------- | --------------- | --------------------------------------- | ------- | ----- |
| 5 giugno 1985  | 22 maggio 1990 | Carlo Ferrero   | lista civica                            | Sindaco | [ 5 ] |
| 22 maggio 1990 | 24 aprile 1995 | Carlo Ferrero   | Democrazia Cristiana                    | Sindaco | [ 5 ] |
| 24 aprile 1995 | 14 giugno 1999 | Carlo Ferrero   | tendenti partito popolare italiano      | Sindaco | [ 5 ] |
| 14 giugno 1999 | 14 giugno 2004 | Carlo Ferrero   | lista civica                            | Sindaco | [ 5 ] |
| 14 giugno 2004 | 8 giugno 2009  | Mario Viazzi    | lista civica                            | Sindaco | [ 5 ] |
| 8 giugno 2009  | 26 maggio 2014 | Mario Viazzi    | -                                       | Sindaco | [ 5 ] |
| 26 maggio 2014 | 27 maggio 2019 | Silvia Gioelli  | lista civica Fratellanza                | Sindaco | [ 5 ] |
| 27 maggio 2019 | in carica      | Alberto Cerrino | lista civica Insieme per Trezzo Tinella | Sindaco | [ 5 ] |

### Altre informazioni amministrative
Il comune faceva parte della comunità montana Alta Langa e Langa delle Valli Bormida e Uzzone.